# Confederazione Calcistica Italiana
La Confederazione Calcistica Italiana (C.C.I.) fu una federazione calcistica italiana attiva fra gli anni 1921 e 1922.  

## Storia
La Confederazione Calcistica Italiana (C.C.I.) nacque nel luglio 1921 dalla scissione della Federazione Italiana Giuoco Calcio, sotto la spinta delle maggiori società di calcio del campionato italiano. Queste, infatti, avevano chiesto una riduzione delle squadre partecipanti e Vittorio Pozzo aveva elaborato un progetto in materia, tuttavia rifiutato dalla votazione avvenuta in Federazione, evento che portò allo scisma.
Nella stagione 1921-1922 furono perciò organizzati due campionati: in quello degli scissionisti della C.C.I. furono disputati due gironi da 12 squadre per la Lega Nord, mentre la F.I.G.C. continuava a mantenere i numerosi raggruppamenti geografici. La potenza economica dei confederati attrasse alcuni piccoli club minori, che vennero inquadrati in una Seconda Divisione, e tutto il calcio del Meridione dove una Lega Sud continuò i consueti gironi regionali.
L’uso terminologico, richiamante la guerra di secessione americana, mostrava come a differenza della FIGC la struttura della CCI era molto leggera, e non poteva interferire con l’ordinamento interno delle leghe private che la componevano e che godevano di autorità sui propri tornei.
Dopo la vittoria della Pro Vercelli, e della Novese nel campionato della Federazione, per sanare una situazione in cui da una parte mancava il riconoscimento della FIFA e dall’altra mancavano i soldi, il 26 giugno 1922 si giunse a un riappacificazione, sulla base del Compromesso Colombo, e a un rientro dello scisma, gettando le basi di un campionato che avrebbe portato in meno di un decennio al girone unico, come in molti altri paesi europei.

## Presidenti
- Luigi Bozino (luglio 1921–febbraio 1922)
- Edoardo Pasteur (febbraio 1922–giugno 1922)